# James Beckwourth
James Pierson Beckwourth, původně James Beckwith (26. dubna 1800 Frederick County — 29. října 1866 Denver) byl americký traper a dobrodruh, výrazná postava osidlování Divokého západu. Je po něm pojmenován průsmyk Beckwourth Pass v Sieře Nevadě a městečko Beckwourth v Kalifornii.

## Život
Narodil se ve Virginii, jeho otec Jennings Beckwith byl majitel plantáže z irské šlechtické rodiny a matka černá otrokyně. Podle tehdejších zákonů byl James majetkem svého otce, s nímž se v dětství přestěhoval do St. Louis, kde pracoval jako kovář a horník. V roce 1824 byl propuštěn z otroctví a vstoupil do Rocky Mountain Fur Company, která lovila bobry pro kožešinu v povodí Green River. Naučil se metodám přežití v divočině a díky vypravěčskému talentu se stal důležitou postavou pravidelného setkání lovců kožešin Mountain Man Rendezvous.
V roce 1828 padl do zajetí domorodého kmene Vran (Crow, Absaroke). Oženil se s indiánkou a stal se uznávaným bojovníkem, podle vlastního tvrzení byl náčelníkem klanu, což byl ovšem u prérijních kmenů spíše neformální titul. Roku 1837 od indiánů odešel, údajně v důsledku romance s obávanou válečnicí Barcheeampe, a vrátil se do St. Louis, kde vstoupil do armády a bojoval na Floridě proti Seminolům. Po demobilizaci si otevřel obchod na Old Spanish Trail, v době mexicko-americké války byl americkým zvědem.
Za kalifornské zlaté horečky objevil nejkratší cestu přes pohoří Sierra Nevada, po níž pak za úplatu provázel zlatokopy. Později provozoval vlastní ranč a hostinec, živil se i jako překupník koní, roku 1864 se přidal k milicím bojujícím proti domorodcům, které spáchaly masakr u Sand Creek. Po této události ho indiáni začali pokládat za zrádce, Beckwourthova smrt o dva roky později bývá vysvětlována tím, že ho indiáni z pomsty otrávili, i když spolehlivé důkazy chybějí.
Roku 1856 zapsal jeho vzpomínky smírčí soudce Thomas D. Bonner a vydal je pod názvem The Life and Adventures of James P. Beckwourth, Mountaineer, Scout, Pioneer and Chief of the Crow Nation of Indians. Kniha byla ve své době odmítnuta jako snůška výmyslů, k čemuž vedle Beckwourthova sklonu k přehánění přispěl i jeho míšenecký původ. Teprve ve druhé polovině 20. století byl Beckwourth doceněn jako odvážný průkopník, znalec Skalnatých hor a významná osobnost afroamerické historie.